# Albert van Houtte
Albert van Houtte (Nieuwkapelle, 12 november 1914 - Elsene, 15 mei 2002) was een Belgisch jurist. Hij was van 1953 tot 1982 griffier van het Europees Hof van Justitie.

## Biografie
Albert van Houtte was een zoon van Camille van Houtte, burgemeester van Nieuwkapelle.
Hij behaalde de diploma's van doctor in de rechtsgeleerdheid (1938) en licentiaat in de politieke en sociale economie (1940) aan de Katholieke Universiteit Leuven. Hij was tevens assistent bij het Instituut voor Economische Wetenschappen van 1939 tot 1940 en advocaat van 1938 tot 1940. Vervolgens werd hij economisch en fiscaal adviseur van de Boerenbond van 1940 tot 1944 en kabinetschef van de ministers van Landbouw Henri de la Barre d'Erquelinnes en Louis Delvaux van 1944 tot 1945. In 1946 werd hij secretaris van het Europees bureau van de Voedsel- en Landbouworganisatie van de Verenigde Naties (FAO) in Rome, belast met de liquidatie van het Internationaal Landbouwinstituut en in 1949 werd hij voorzitter van het Belgisch comité van de FAO, lid van de Raad van de FAO en van verschillende comités. Van 1953 tot 1982 was hij griffier van het Europees Hof van Justitie. Hij was tevens actief betrokken bij de oprichting en uitbouw van de Europese School in Luxemburg.
Van Houtte was tevens medeoprichter van de Vereniging voor Internationale Relaties (VIRA), waarvan hij van 1964 tot 1966 de eerste voorzitter was.